# Lupinus perbonus
Lupinus perbonus är en ärtväxtart som beskrevs av Charles Piper Smith. Lupinus perbonus ingår i släktet lupiner, och familjen ärtväxter. Inga underarter finns listade i Catalogue of Life.